# Jardiner dentat
El jardiner dentat (Scenopoeetes dentirostris) és una espècie d'ocell de la família dels ptilonorínquids (Ptilonorhynchidae) i única espècie del gènere Scenopoeetes.

## Hàbitat i distribució
Viu a la selva humida de les terres altes, al nord-est de Queensland des de Cooktown cap al sud fins a la zona de Townsville.